# Pediopsis emmae
Pediopsis emmae är en insektsart som beskrevs av Evans 1971. Pediopsis emmae ingår i släktet Pediopsis och familjen dvärgstritar. Inga underarter finns listade i Catalogue of Life.